# Psyra moderata
Psyra moderata är en fjärilsart som beskrevs av Inoue 1982. Psyra moderata ingår i släktet Psyra och familjen mätare. Inga underarter finns listade.